# Daylis Caballero
Daylis Caballero (w niektórych źródłach Dailis Cabalero, ur. 6 marca 1988 w Hawanie) – kubańska lekkoatletka specjalizująca się w skoku o tyczce.
Od lipca 2019 reprezentuje Stany Zjednoczone.

## Osiągnięcia
- srebrny medal mistrzostw Ameryki Środkowej i Karaibów (Hawana 2009)

W 2012 reprezentowała Kubę na igrzyskach olimpijskich Londynie. Nie zaliczyła żadnej wysokości podczas konkursu eliminacyjnego i nie awansowała do finału.

## Rekordy życiowe
- skok o tyczce – 4,60 (2019)
- skok o tyczce (hala) – 4,50 (2019)